# Бхактисиддханта Сарасвати
Бхактисиддха́нта Сарасва́ти (бенг. ভক্তিসিদ্ধান্ত ষরস্ৱতী, IAST: Bhaktisiddhānta Sarasvatī; 6 февраля 1874, Пури, Британская Индия — 31 декабря 1936, Калькутта, Британская Индия; имя при рождении — Бимала́ Праса́д Да́тта (IAST: Bimalā Prasād Datta) — индийский гуру и проповедник, реформатор гаудия-вайшнавизма, духовный учитель основателя Международного общества сознания Кришны (ИСККОН) Бхактиведанты Свами Прабхупады (1896—1977).
Бимала Прасад Датта родился в городе Пури (ныне в штате Орисса) в семье чиновника Кедарнатха Датты (1838—1914), который впоследствии получил признание как выдающийся гаудия-вайшнавский богослов и проповедник. Кедарнатха позаботился о том, чтобы его сын получил хорошее образование: как традиционное индийское, так и британское. Детство и юность Бималы Прасада прошли в тогдашней столице Британской Индии — Калькутте. Там он превратился в одного из лидеров образованной молодёжи и за перевод древнего труда по астрологии «Сурья-сиддханта» получил почётный титул «Сиддханта Сарасвати».
В 1901 году Бимала принял посвящение в гаудия-вайшнавскую традицию от аскета Гауракишоры Бабаджи. Последующие несколько лет своей жизни он посвятил суровым аскезам и изучению священных текстов. В 1918 году он принял посвящение в санньясу (уклад жизни в отречении), получив монашеское имя «Бхактисиддханта Сарасвати Госвами». В том же году с целью пропаганды гаудия-вайшнавизма он основал миссионерскую организацию «Гаудия-матх» и открыл в Калькутте её первый центр. Вскоре «Гаудия-матх» превратился в динамично развивающуюся «духовную конфедерацию», состоявшую из нескольких десятков центров в разных уголках Британской Индии.
В начале 1930-х годов Бхактисиддханта Сарасвати предпринял первую в истории попытку проповедовать гаудия-вайшнавизм в Европе, которая, однако, не увенчалась успехом.
«Гаудия-матх» активно занимался миссионерской работой: выпускал и распространял книги, газеты и журналы, устраивал публичные проповеднические программы. Бхактисиддханте был свойственен страстный и бескомпромиссный стиль проповеди, за что он получил прозвище «гуру-лев». Он последовательно выступал против монистических идей адвайта-веданты (в то время завоевавших заметную популярность в Индии) и защищал персоналистские идеи, присущие гаудия-вайшнавизму и традиции Кришна-бхакти в целом. Одновременно с этим словом и пером Бхактисиддханта бросал вызов кастовым предрассудкам и идеологии смарта. Он подверг резкой критике взгляды вайшнавских сахаджий и других гаудия-вайшнавских течений, которые, как он доказывал, извратили идеи основоположника гаудия-вайшнавизма Чайтаньи (1486—1534) и его сподвижников. Бхактисиддханта Сарасвати привёл традицию гаудия-вайшнавизма в соответствие с социальными реалиями XX века. Он рассматривал публикацию и распространение духовной литературы самым эффективным способом проповеди и сам выступил автором множества переводов, комментариев и философских эссе по вопросам духовной жизни и гаудия вайшнавизма.
После смерти Бхактисиддханты в 1937 году его последователи оказались не в состоянии сообща продолжать миссию своего гуру, и «Гаудия-матх» раскололся на несколько более мелких организаций — матхов.
Новую жизнь в движение Бхактисиддханты вдохнул его ученик Бхактиведанта Свами Прабхупада (1896—1977), основавший в 1966 году в Нью-Йорке Международное общество сознания Кришны (ИСККОН) и успешно распространивший гаудия-вайшнавизм по всему миру.

## Ранние годы (1874—1900)

### Рождение и детство

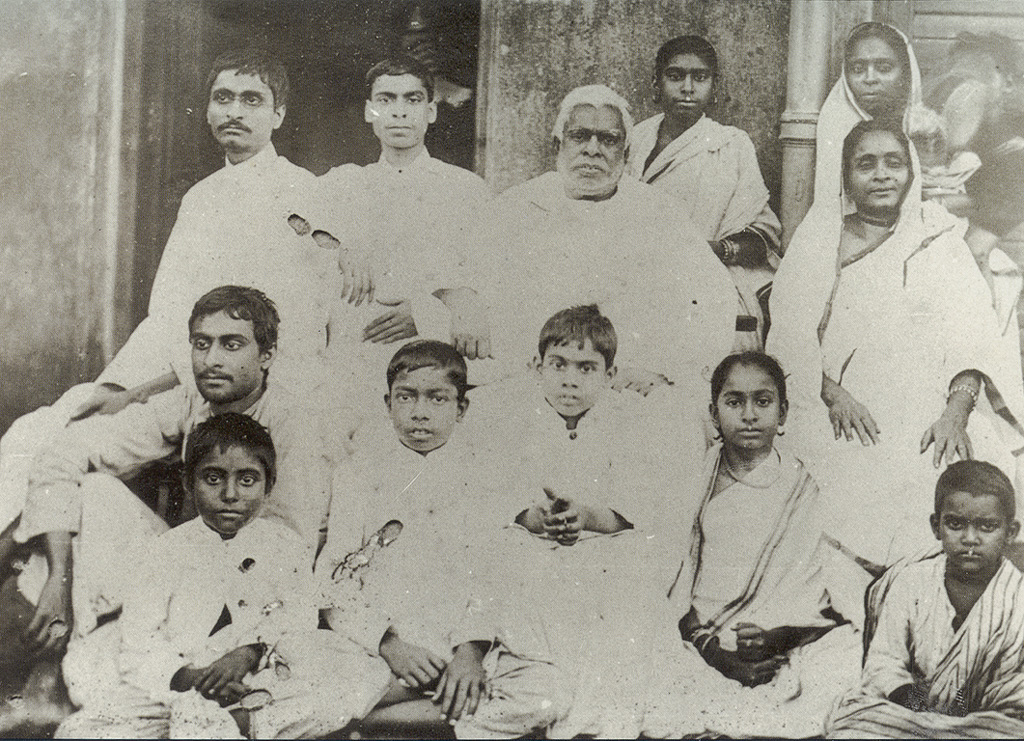
Семья Кедарнатха Датты, ок. 1900
Слева направо:Задний ряд: Бимала Прасад, Барада Прасад, Кедарнатх Датта, Кришна Винодини, Кадамбини, и Бхагавати Деви (сидит слева от Кедарнатха).
Второй ряд: Камала Прасад, Шайладжа Прасад, внук Кедарнатха (имя неизвестно), и Хари Прамодини.
Передний ряд: двое внуков Кедарнатха.

Бимал Прасад родился 6 февраля 1874 года в городе Пури — священном месте паломничества индуизма, широко известном своим древним храмом в честь божества Джаганнатхи. Дом, в котором родился будущий гуру, был взят в аренду его родителями у одного калькуттского предпринимателя; находился он всего в нескольких сотнях метров от храма, на главной улице города, которая ежегодно служила местом проведения «праздника колесниц» Ратха-ятры — одного из крупнейших индуистских фестивалей.
Бимала был седьмым из четырнадцати детей в семье Кедарнатха Датты (1838—1914) и его жены Бхагавати Деви (ум. 1920) — набожных бенгальских вайшнавов, принадлежавших к касте каястха. Кедарнатх Датта был чиновником в британском колониальном правительстве: на момент рождения сына он занимал должности заместителя магистрата и заместителя дистриктного коллектора. Большую часть своего свободного времени он посвящал изучению «Бхагавата-пураны»; исследованию, переводу и публикации других гаудия-вайшнавских священных текстов, а также написанию своих собственных трудов в области гаудия-вайшнавского богословия. В агиографической литературе описывается, что рождение Бимала Прасада стало ответом на молитвы его отца Кедарнатха, просившего богиню Бимала Деви послать помощника для осуществления миссии по проповеди гаудия-вайшнавизма. Кедарнатх воспринял рождение ребёнка как ответ на свои молитвы и дал ему имя Бимала Прасад («милость Бимала Деви»). Согласно другой легенде, когда Бимала появился на свет, пуповина оказалась закрученной вокруг его шеи и пересекала грудь в точности так, как брахманы носят священный шнур.
Бимала Прасад с раннего детства демонстрировал высокие моральные качества, незаурядный ум и феноменальную память. Он много читал, рано выучил санскрит и начал писать стихи на этом языке. К 9 годам он уже знал наизусть все 700 стихов «Бхагавад-гиты». Кедарнатха, желая поощрить интерес своего сына к духовности, обучил его традиционной гаудия-вайшнавской практике джапы — повторения мантры «Харе Кришна» на чётках. Биографы Бхактисиддханты утверждают, что в конце жизни он мог дословно цитировать фрагменты из книг, прочитанных им ещё в детстве. Благодаря такой отменной памяти и эрудиции за ним закрепилась слава «живой энциклопедии».
Бимала Прасад родился и вырос в период, характеризовавшийся распространением влияния так называемых бхадралок (буквально «воспитанные или уважаемые люди»), большую часть которых составляла индийская (главным образом индуистская) интеллигенция. Бхадралоки служили в британской колониальной администрации, занимая должности, требовавшие высокого образовательного уровня. Подверженные влиянию западных идей и заражённые свойственным европейцам презрительным отношением к культурным и религиозным традициям Индии, бхадралоки начали ставить под вопрос и переосмысливать свои культурные обычаи, основы своей религии. Их попытки рационализировать и модернизировать индуизм, сделав его совместимым с западными культурно-религиозными стереотипами, привели к наступлению периода Бенгальского Возрождения и появлению таких выдающихся представителей его религиозно-философской мысли как Рам Мохан Рой и Вивекананда. В результате как в Индии, так и на Западе понимание индуизма ограничилось монистическими идеями адвайта-веданты — индуистской религиозно-философской системы, постулировавшей безличность Абсолюта. Приверженцы адвайты презентовали свою систему как изначальную и вечную, как «мать всех религий». В то же самое время теистические направления индуизма, в частности бхакти, оказались в тени и с высока рассматривались многими как «реакционные» течения, как «груда окаменевших останков бессмысленных ритуалов и идолопоклоннических практик». Под влиянием христианской и викторианской морали центральный в гаудия-вайшнавизме культ Радхи-Кришны стал рассматриваться как бессмысленный и безнравственный. Росту неодобрения гаудия-вайшнавизма со стороны бенгальского общества также способствовали такие факторы как низкий социальный статус большинства бенгальских вайшнавов и эротические практики сахаджий, причислявших себя к ортодоксальным гаудия-вайшнавам. Вместе с упадком гаудия-вайшнавизма пришли в упадок и важные места паломничества вайшнавов в Бенгалии: например, место рождения Чайтаньи, Навадвип.

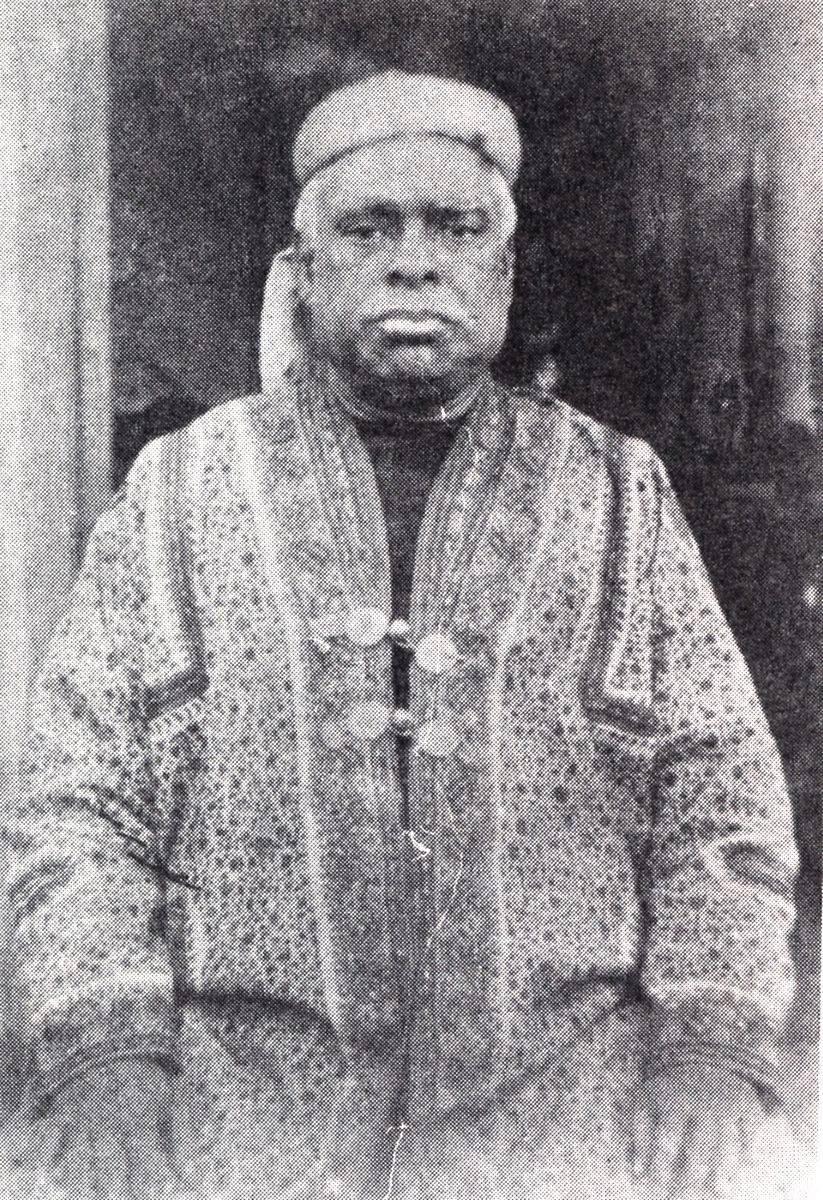
Кедарнатх Датта в костюме магистрата, конец 1880-х годов.

С целью помешать распространению идей адвайты среди бхадралок группа вайшнавских интеллектуалов создала новое движение, во главе которого встали Сисир Кумар Гхош (1840—1911) и его братья. В 1868 году братья Гхош начали издавать провайшнавскую патриотическую газету Amrita Bazar Patrika, которая сыграла значительную роль в популяризации и поддержании идей вайшнавизма среди представителей бенгальского среднего класса. Одной из наиболее заметных фигур в кругу гаудия-вайшнавской интеллигенции был отец Бималы Прасада, Кадарнатх. Он сделал многое для возрождения вайшнавизма, для продвижения этой традиции как альтернативы адвайта-веданте. Значительные достижения Кедарнатха на этом поприще впоследствии принесли ему почётный титул «Бхактивинода» — имя, под которым он и вошёл в историю.

### Учёба и преподавательская деятельность

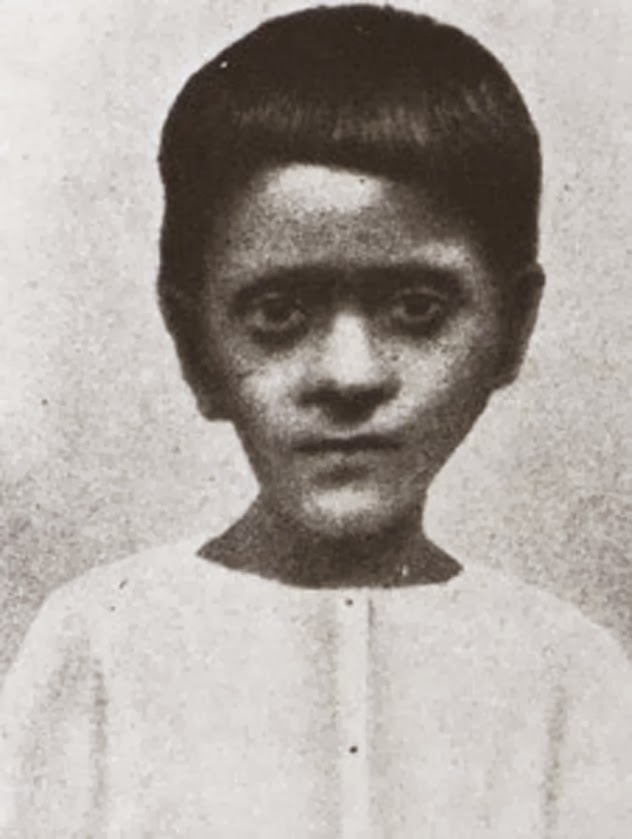
Бимала Прасад (1881)

Бимала Прасад начал обучение в английской школе в Ранагхате. В 1881 году его перевели в Восточную семинарию в Калькутте, а в 1883 году, когда Кедарнатха назначили первым заместителем магистрата в Серампуре (ныне округ Хугли, Западная Бенгалия), Бимала перешёл учиться в серампурскую школу.
В 1885 году Кедарнатх основал общественную организацию «Всемирная королевская вайшнавская ассоциация» (Вишва Вайшнава Радж Сабха). Общение с состоявшими в ней выдающимися вайшнавами способствовало духовному и интеллектуальному росту Бималы, и подвигло его на глубокое изучение вайшнавского литературного наследия: как классического, так и современного. Поддержанию интереса Бималы к вайшнавской философии способствовала вайшнавская библиотека отца, а также функционировавшая на дому типография в которой в 1886 году Кедарнатх начать печатать журнал на бенгали Sajjana-toshani. В этом ежемесячнике Кедарнатх (к тому времени уже известный под именем Бхактивинода) публиковал свои очерки и эссе по истории и философии гаудия-вайшнавизма, а также стихи и рецензии на книги. 12-летний Бимала Прасад помогал своему отцу, выполняя обязанности корректора. Эта работа позволила ему приобрести опыт в издательском деле и окунуться в мир интеллектуальных дискуссий бхадралок.
В 1887 году Бимала поступил в Видьясагарский колледж при Калькуттском университете, где, помимо основных занятий, он посещал внешкольные курсы по санскриту, математике, абстрактному рациональному мышлению, традиционной индийской астрономии и астрологии. Глубокие познания Бималы в области астрономии нашли признание среди его учителей, пожаловавших ему почётный титул «Сиддханта Сарасвати», который он впоследствии использовал в качестве псевдонима. Затем Сарасвати продолжил обучение в Санскритском колледже — одном из лучших индуистских образовательных центров Калькутты. Там он изучал индийскую философию и историю Древнего мира.

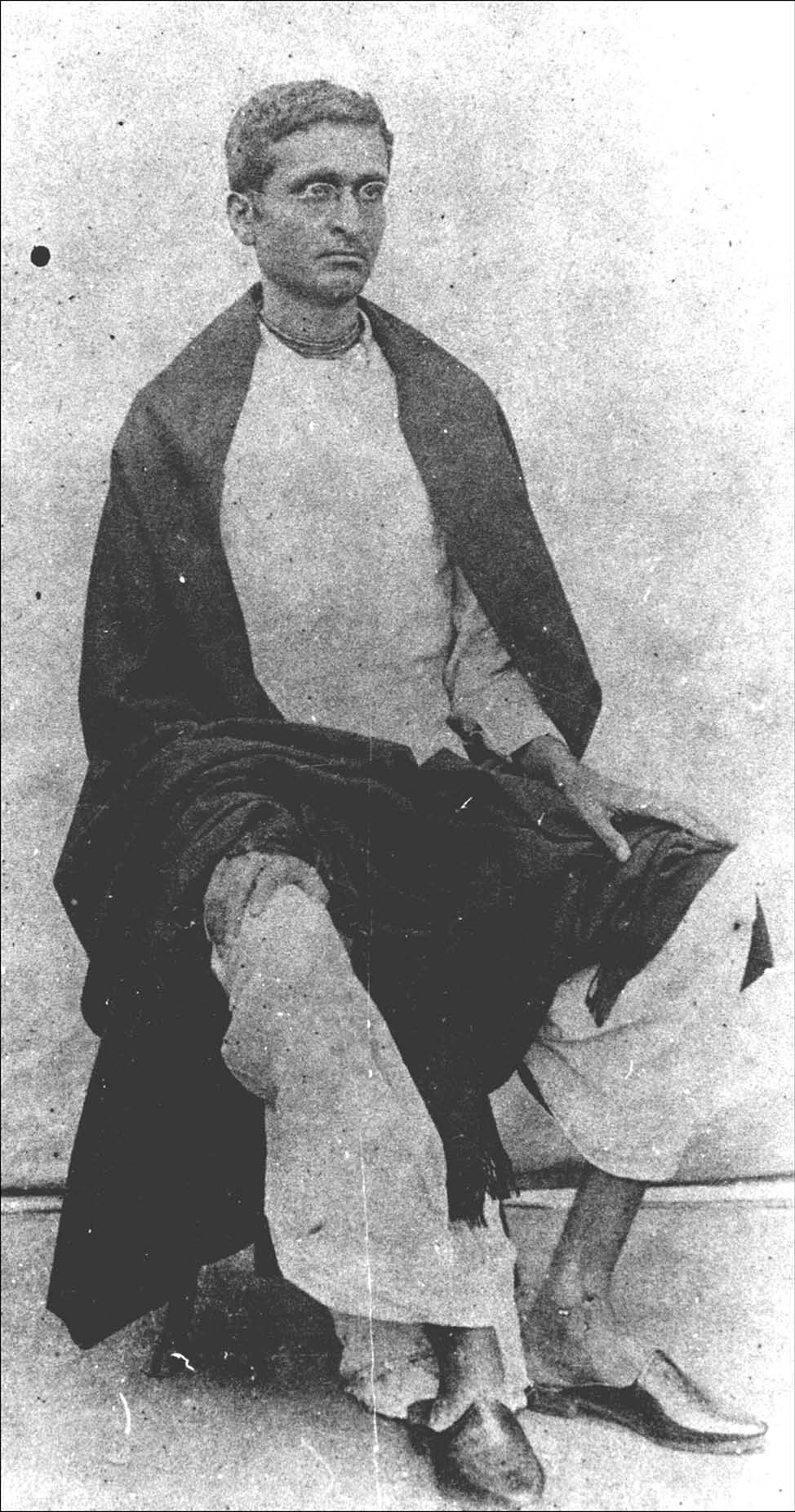
Бимала Прасад в студенческие годы, начало 1890-х

В 1895 году Сиддханта Сарасвати вынужден был покинуть стены Санскритского колледжа. Произошло это из-за философских разногласий с ректором вуза, Махеш Чандрой Наяйратной. Прослышав об этом, раджа Трипуры Бир Чандра Маникья (который был хорошим другом Кедарнатха), предоставил Сиддханте работу в качестве учителя при своём дворе. В следующем, 1896 году, Бир Чандра умер. Его преемник, раджа Радха Кишор Маникья, предложил Сиддханте стать наставником своей дочери, на что тот охотно согласился. За свою работу Сиддханта получал хорошее жалование, что позволило ему активно заняться самообразованием. Получив доступ к богатой царской библиотеке, он погрузился в изучение трудов по религии, философии и истории. Вскоре всесторонне образованный бенгальский юноша заслужил признание со стороны интеллектуальной и политической элиты Калькутты и Трипуры.

## Аскетический период (1901—1918)

### Обретение духовного учителя (1901)
Материальный успех не принёс Сиддханте удовлетворения. Жажда духовных поисков побудила его оставить комфортный образ жизни и заняться поисками духовного учителя. Следуя совету Бхактивиноды, в январе 1901 года Сиддханта принял в качестве гуру Гауракишору Бабаджи — аскетичного вайшнавского садху, который был частым гостем в доме Бхактивиноды.
По сей день идут дебаты о том, какого рода дикшу получил Бхактисиддханта: панчаратрика или бхагавата. Сам Бхактисиддханта писал о том, что получил от своего гуру мантру «Харе Кришна» и наставление повторять её определённое количество раз в день. Гауракишора дал Сиддханте новое имя «Шри Варшабханави-деви-дайита Даса» («слуга Кришны, возлюбленного Радхи»), которое тот носил вплоть до принятия в 1918 году санньясы (и вместе с ней другого, монашеского имени).
Встреча и общение с неграмотным, но духовно продвинутым садху Гауракишорой Бабаджи, оказала огромное влияние на Сиддханту. Сам Сиддханта рассказывал о первой встрече со своим гуру следующее:
Волею судьбы, после встречи с практикующим учителем [Гауракишорой], я смог понять дух и практическую сторону преданности [бхакти] .... До того, как мне привелось встретиться с ним, я полагал, что в этом мире текстам школы преданности невозможно было найти практического применения. Наблюдая за своим учителем, а затем изучая книги под руководством Тхакура Бхактивиноды, я получил достаточно возможностей для прогресса на пути к истиной духовности. До встречи с моим духовным учителем, я ни слова не написал об истинной религии. До того момента, мои представления о религии ограничивались книгами и жизнью в соответствии со строгими этическими нормами. Такого рода жизнь была бы несовершенной, если бы мне не удалось соприкоснуться с практической стороной вещей.

### Паломничества и аскетические практики

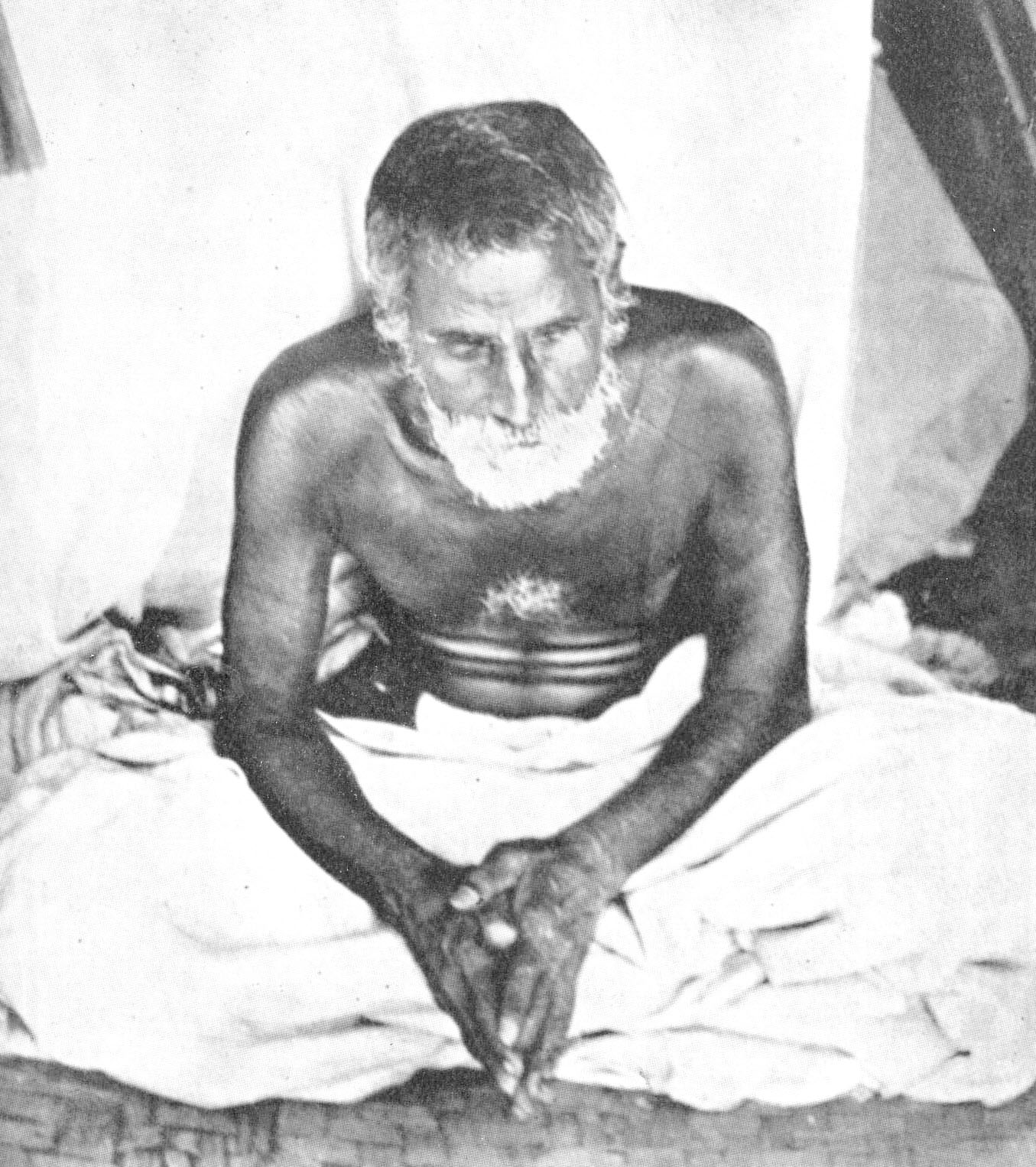
Гауракишора Даса Бабаджи, гуру Бхактисиддханты Сарасвати, ок. 1900

В 1903—1904 годах Сиддханта жил в Пури, а затем отправился в паломничество по святым местам Индии. Он посетил многие важные центры шри-вайшнавизма и мадхва-сампрадаи, собрав по пути большое количество материалов для написания «вайшнавской энциклопедии». Завершив свой паломнический тур, Сиддханта поселился в Маяпуре, в 100 км к северу от Калькутты. К тому времени Бхактивинода приобрёл там участок земли, на котором, по его глубокому убеждению, когда-то родился Чайтанья. Тогда же Бхактивинода добавил к титулу своего сына приставку бхакти, тем самым признав его эрудированность в области вайшнавской философии и богословия.

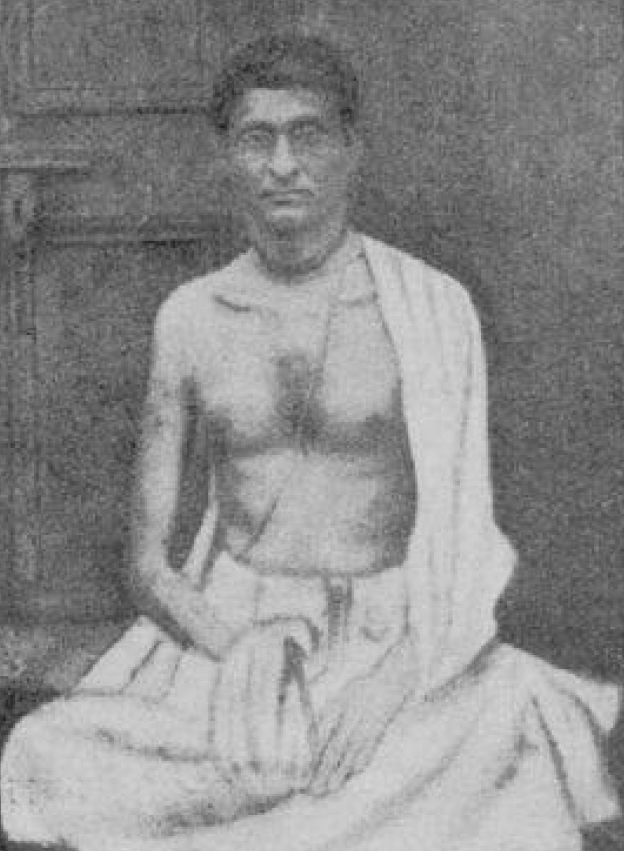
Бхактисиддханта Сарасвати в Маяпуре, ок. 1905

В 1905 году Бхактисиддханта начал регулярно проводить публичные лекции по философии гаудия-вайшнавизма. Вскоре вокруг него сплотилась небольшая группа образованных молодых бенгальцев, некоторые из которых впоследствии стали его учениками. Поселившись в Маяпуре, Бхактисиддханта поклялся повторить на чётках имена Радхи и Кришны (в виде мантры «Харе Кришна») 1 млрд раз — обет, на выполнение которого у него ушло почти 10 лет. С тех пор медитация на звук имени Кришны стала не только основной духовной практикой Бхактисиддханты, но и лейтмотивом проповедуемого им учения.

### Противостояние Бхактисиддханты и «кастовых брахманов»
Бхактисиддханта указывал на первостепенное значение искренности искателя, а не его происхождение, считая, что духовная компетентность зависела прежде всего от личных качеств индивида, его характера и уровня духовного развития. Очень скоро это настроило против него консервативных представителей брахманского сообщества Навадвипы, которые считали рождение в семье брахманов обязательным условием для ритуального поклонения мурти Вишну.
Кульминационный момент в этом противостоянии наступил 8 сентября 1911 года — день, в который Бхактисиддханта принял участие в конференции в Балигхай (округ Миднапур). Вайшнавы из разных уголков Бенгалии собрались на это мероприятие с целью обсудить права брахманов и вайшнавов. Дебаты сосредоточились на двух основных вопросах: можно-ли было вайшнавам, рождённым в небрахманских семьях и позднее принявшим посвящение в вайшнавизм, поклоняться шалаграма-шиле (священному камню, самопроявленной нерукотворной форме Вишну), и могли-ли эти «обращённые вайшнавы» давать посвящение в мантры.
Бхактисиддханта представил на конференции доклад «Брахмана и вайшнава», расширенный и дополненный вариант которого был впоследствии опубликован в виде книги. В своём докладе он раскритиковал позицию наследственных брахманов и впервые детально изложил свои взгляды на этот вопрос. Изложенная Бхактисиддхантой философско-богословская позиция впоследствии стала фундаментом для миссии Гаудия-матха. Бхактисиддханта рассказал о возвышенном положении брахманов, об их важной роли в обществе как хранителей духовного знания и ритуалов. Ссылаясь на священные писания он доказывал, что вайшнавы, будучи вовлечёнными в «преданное служение» (бхакти), должны пользоваться бо́льшим уважением, нежели брахманы. Он описал варнашраму с её очистительными ритуалами (самскарами) как благоприятное явление, отметив при этом, что эта система пришла в упадок. При этом Бхактисиддханта успешно контраргументировал все доводы своих оппонентов-брахманов.
Дебаты в Балигхай окончились триумфом Бхактисиддханты, но окончательно рассорили его с брахманами Навадвипы, которые впоследствии даже организовали несколько покушений на его жизнь. Так, в 1925 году Бхактисиддханта с группой учеников попал в засаду, из которой ему удалось спастись только благодаря тому, что он поменялся одеждой с одним из своих учеников.

### Издание и распространение духовной литературы

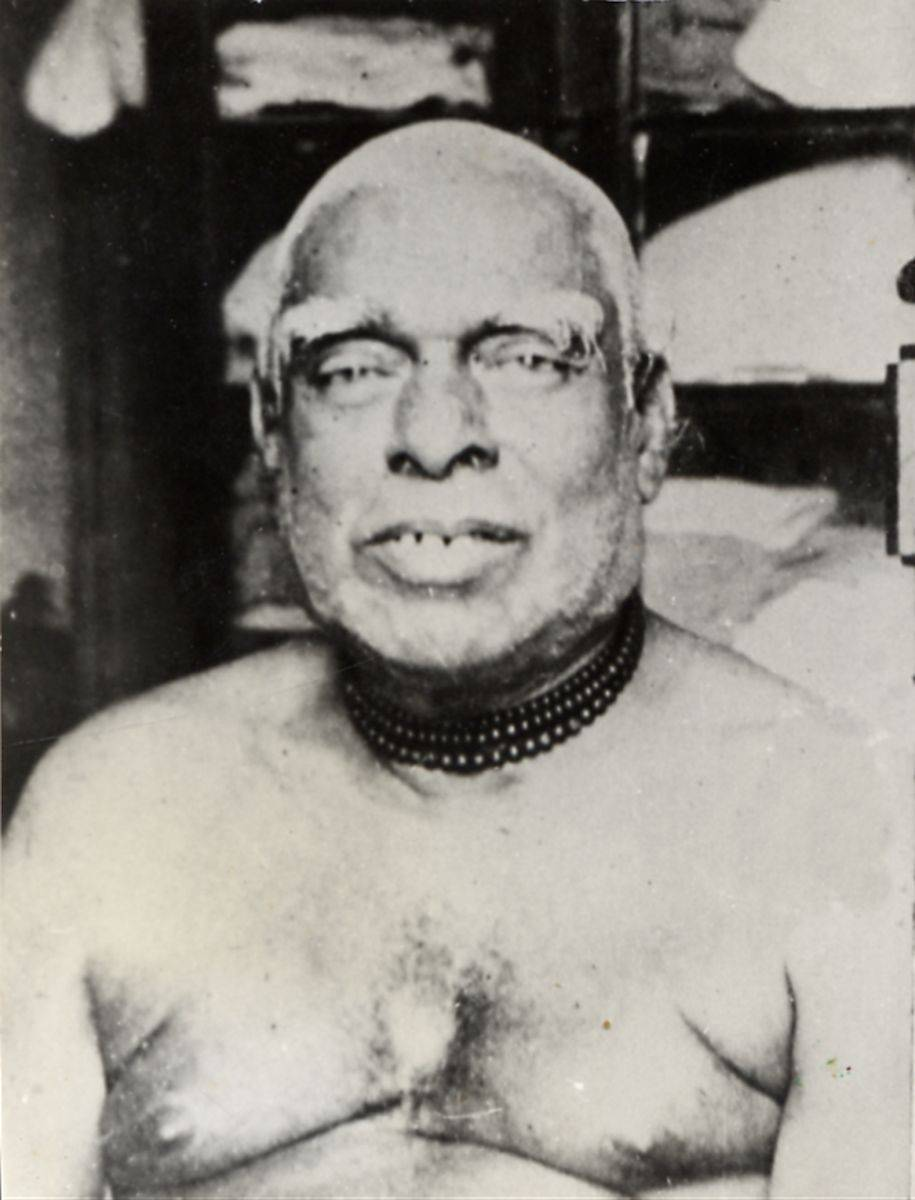
Одна из последних фотографий Бхактивиноды Тхакура (ок. 1910)

Подобно другим вайшнавским аскетам того времени гуру Бхактисиддханты, Гауракишора Бабаджи, считал Калькутту деградировавшим местом и называл её «вселенной Кали» (калира брахманда). Несмотря на то, что Гауракишора всячески отговаривал своего ученика от посещения Калькутты, в 1913 году Бхактисиддханта основал там типографию, назвав её бхагават-янтра («машина Бога»). Под его чутким руководством типография начала печатать средневековые вайшнавские богословские и агиографические тексты на бенгали (в частности, «Чайтанья-чаритамриту» с собственными комментариями Бхактисиддханты). Именно тогда Бхактисиддханта взял курс на широкое использование благ и достижений цивилизации в проповеди гаудия-вайшнавизма и сделал приоритетным направлением миссионерской деятельности распространение вайшнавской религиозной литературы.
После смерти Бхактивиноды в 1914 году Бхактисиддханта переместил типографию из Калькутты сначала в Маяпур, а затем в близлежащий город Кришнанагар. Там он продолжил публиковать основанный его отцом журнал Sajjana-toshani и завершил многотомную публикацию «Чайтанья-чаритамриты» В 1915 году умер Гауракишора Бабаджи. В результате Бхактисиддханта лишился двух основных источников вдохновения. Вдобавок к этому большинство монахов-учеников Бхактисиддханты к тому времени приняли семейный образ жизни, и, под грузом семейных обязанностей, оказались не в состоянии оказывать активное содействие своему гуру в его миссионерской работе. Когда Бхактисиддханта фактически остался в одиночестве, один из его учеников предложил ему открыть ашрам в Калькутте. Бхактисиддханте эта идея пришлась по душе и он немедленно начал работу над претворением её в жизнь.

## Поздний период (1918—1937): Гаудия-матх и активная миссионерская работа
После кончины Бхактивиноды и Гауракишоры на плечи Бхактисиддханты свалился огромный груз ответственности за осуществление их миссии по возрождению и сохранению гаудия-вайшнавизма. Будучи бескомпромиссным и даже, в некоторой степени, воинственным защитником идей своих духовных предшественников, Бхактисиддханта развернул битвы сразу на нескольких фронтах: он выступил против смарта-брахманов с их представлениями об эксклюзивном наследственном праве на роль жрецов и гуру; против адвайтинов, рассматривавших личностную форму Бога как нечто внешнее и материальное, не являющееся изначальной и неотъемлемой чертой Абсолюта; против профессиональных чтецов «Бхагавата-пураны», использовавших этот священнейший для гаудия-вайшнавов текст в своих корыстных интересах; против сахаджий и других «псевдовайшнавских» ответвлений бенгальского вайшнавизма с их оскорбительной эротической имитацией бхакти; и против бабаджи, выдававших себя за аскетов-отшельников, но в тайне предававшихся сексуальным наслаждениям. Лейтмотивом проповеди Бхактисиддханты стала неумолимая и непреклонная критика словом и пером того, что он окрестил «обществом обманщиков и обманутых». Всё это принесло Бхактисиддханте прозвище ачарья-кешари («гуру-лев») и пробудило в сердцах его противников недоверие, страх и даже ненависть.

### Принятие отречения и основание Гаудия-матха

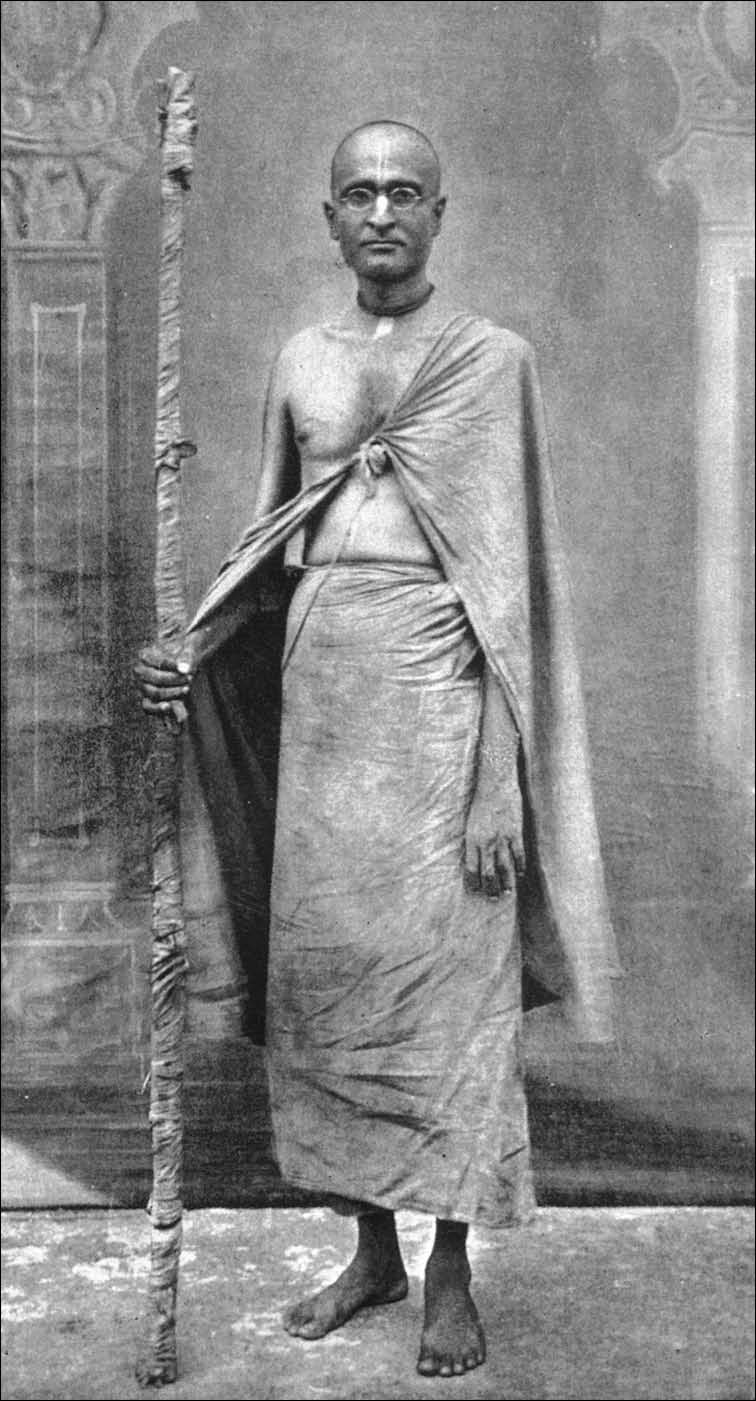
Бхактисиддханта Сарасвати через два дня после принятия санньясы, 29 марта 1918 года.

Раздумывая над тем, как сделать свою проповедь более эффективной, Бхактисиддханта осознал необходимость внедрения в гаудия-вайшнавизм распространённого в других направлениях индуизма пожизненного монашества — санньясы. Он полагал, что имплантация этого наиболее престижного индуистского ашрама способствовала бы повышению авторитета гаудия-вайшнавской традиции, а также признанию и институционализации аскетизма как явления, совместимого с бхакти. 27 марта 1918 года Бхактисиддханта стал первым гаудия-вайшнавским санньясином. Согласно индуистским канонам, санньясу следовало принимать от другого санньясина. На тот момент, других гаудия-вайшнавских санньясинов не существовало, что не стало для Бхактисиддханты непреодолимым препятствием: он сел перед портретом своего гуру Гауракишоры Бабаджи и сам посвятил себя в ашрам отречения. При этом он, следуя традиции, принял новое, монашеское имя — «Бхактисиддханта Сарасвати». С тех пор он носил одежду санньясина и следовал строгим устоям жизни в отречении.
В декабре 1918 года Бхактисиддханта открыл в Калькутте свой первый ашрам, «Бхактивинода-асана», который в 1920 году был переименован в «Шри Гаудия-матх». На страницах Amrita Bazar Patrika вышла посвящённая инаугурации центра статья, в которой, в частности, утверждалось, что «здесь принимают и выслушивают пылких искателей истины, которые получают ответы на свои вопросы с наиболее разумной и либеральной точки зрения». Духовная жизнь монахов-студентов в Бхактивинода-асане была очень насыщенной: они следовали строгой садхане, обучались самодисциплине и самоконтролю, глубоко изучали «Бхагавата-пурану» и другие вайшнавские тексты.
5 февраля 1919 года была зарегистрирована миссионерская организация Бхактисиддханты «Вишва Вайшнава Радж Сабха», которая вскоре стала называться «Гаудия-матх» — по названию калькуттского ашрама и публикуемого им еженедельника Gaudiya. В последующие годы Бхактисиддханта открыл нескольких десятков центров Гаудия-матха в Британской Индии (один из них — в Рангуне) и два в Европе — Лондоне и Берлине. Калькуттский ашрам не только дал название движению Бхактисиддханты, но и стал эталоном для создания всех остальных центров.
Гаудия-матх получил известность за свою решительную и откровенную позицию по религиозным, философским и социальным проблемам, позицию, которую Бхактисиддханта и его последователи смело излагали в периодических изданиях Гаудия-матха, выходивших на английском, бенгали, хинди, ория и ассамском языках. В число этих изданий входила ежедневная газета на бенгали Nadiya Prakash, еженедельный журнал Gaudiya, и еженедельный журнал на английском и санскрите The Harmonist. Проповедь Гаудия-матха нашла наибольший отклик в городских районах, состоятельные обитатели которых оказывали финансовую поддержку миссии Бхактисиддханты, жертвуя деньги на строительство новых храмов и ашрамов, а также на проведение так называемых «теистических выставок» — публичных выставок, на которых в простой о доступной форме демострировались основы гаудия-вайшнавской философии (в том числе с помощью диорам).

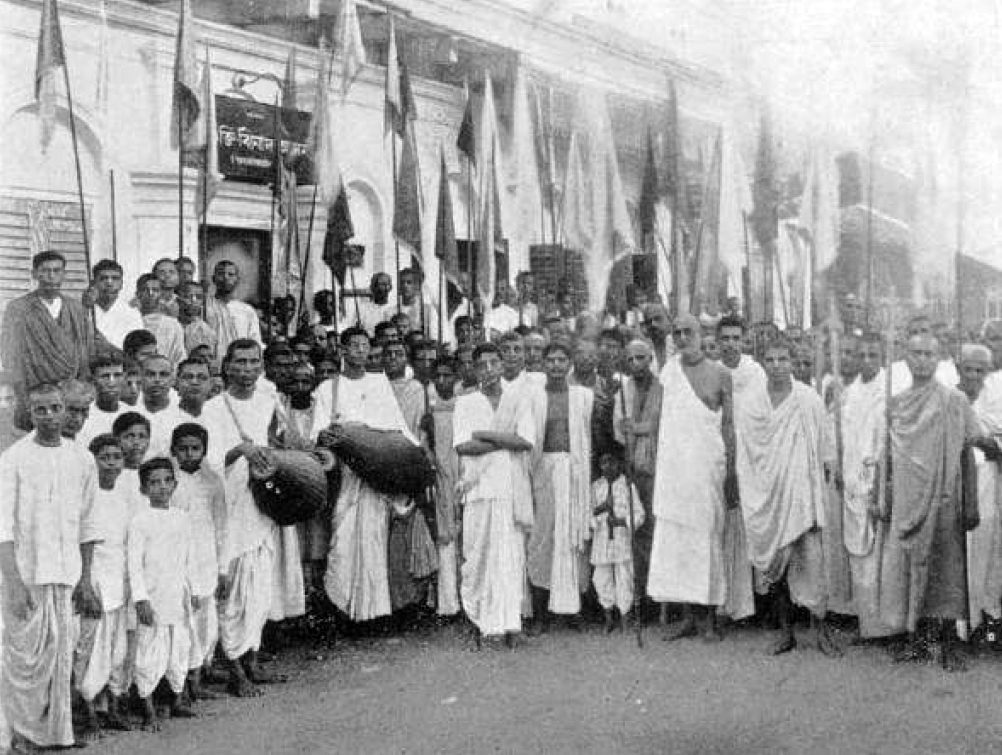
Бхактисиддханта с группой последователей проводит киртан перед зданием ашрама «Бхактивинода-асана» в Калькутте, ок. 1930 года

Миссионерскую миссию Гаудия-матха возглавила группа санньясинов, которых Бхактисиддханта посылал проповедовать в разные уголки Британской Индии, а позднее и в Европу. Если во главе миссии стояли в основном представители бенгальской интеллигенции, то в ашрамах Гаудия-матха можно было встретить выходцев из самых разных слоёв индийского общества: от образованной городской молодёжи до простой, неграмотной сельской публики. Ашрамы Гаудия-матха (и его монашествующие члены) поддерживались за счёт пожертвований семейных людей. В ашрамах уделялось большое внимание индивидуальной духовной дисциплине последователей. Бхактисиддханта установил обязательные аскетические обеты и ежедневную садхану, практику бхакти, которая заключалась в повторении мантры «Харе Кришна» на чётках (джапа) и её публичном воспевании (киртан), регулярном изучении вайшнавских философских и богословских текстов (свадхьяя), ритуальном поклонении статуям божеств в храмах (арчана), а также посещении лекций и семинаров на религиозно-философские темы (шравана).

### Взгляды на кастовый вопрос: Ответы Бхактисиддханты на десять вопросов Ганди
Бхактисиддханта не придавал значения социальному происхождению своих последователей, не считая его критерием в определении духовной квалификации индивида. Хотя подобные эгалитарные представления разительно контрастировали с распространёнными в индуизме взглядами на кастовую принаджежность и налагаемые ей ограничения, они находились в русле традиции Чайтаньи, уходя корнями в раннюю литературу этой школы бхакти. Бхактисиддханта сформулировал свои взгляды на этот вопрос в статье «Десять вопросов Ганди», опубликованной в январе 1933 года на станицах журнала «The Harmonist» . В этом эссе Бхактисиддханта ответил на вопросы Махатмы Ганди, который в декабре 1932 года бросил вызов ведущим индуистским организациям консервативного толка, выступив в защиту угнетённой касты неприкасаемых. В своём ответе Бхактисиддханта дал новое определение термину «неприкасаемый», назвав неприкасаемыми всех тех, кто враждебно относился к идее служения Богу. Он утверждал, что храмы Вишну должны быть открыты для всех, особенно для тех, кто благоприятно относился к Богу и желал пройти через процесс духовного обучения. Согласно Бхактисиддханте, дискриминация неприкасаемых имела не религиозные, а культурные и исторические корни, и посему, вопросы Ганди касались светской, а не религиозной проблемы. В качестве альтернативы секулярному понятию «индуист» с его социальными подтекстами, Бхактисиддханта предложил этическую идею «безусловного почтительного отношения ко всем существам», которое индивид мог воспитать в себе через осознание Абсолюта и практику постоянного служения Ему. Тем самым Бхактисиддханта подчёркивал, что бхакти, любовное служение Богу как верховной личности, требовало от верующего моральной ответственности за всех живых существ, которые, согласно гаудия-вайшнавскому богословию, представляют собой вечные метафизические единицы — бесконечно малые по сравнению с Богом, но равные между собой.

### Любовь против отречения

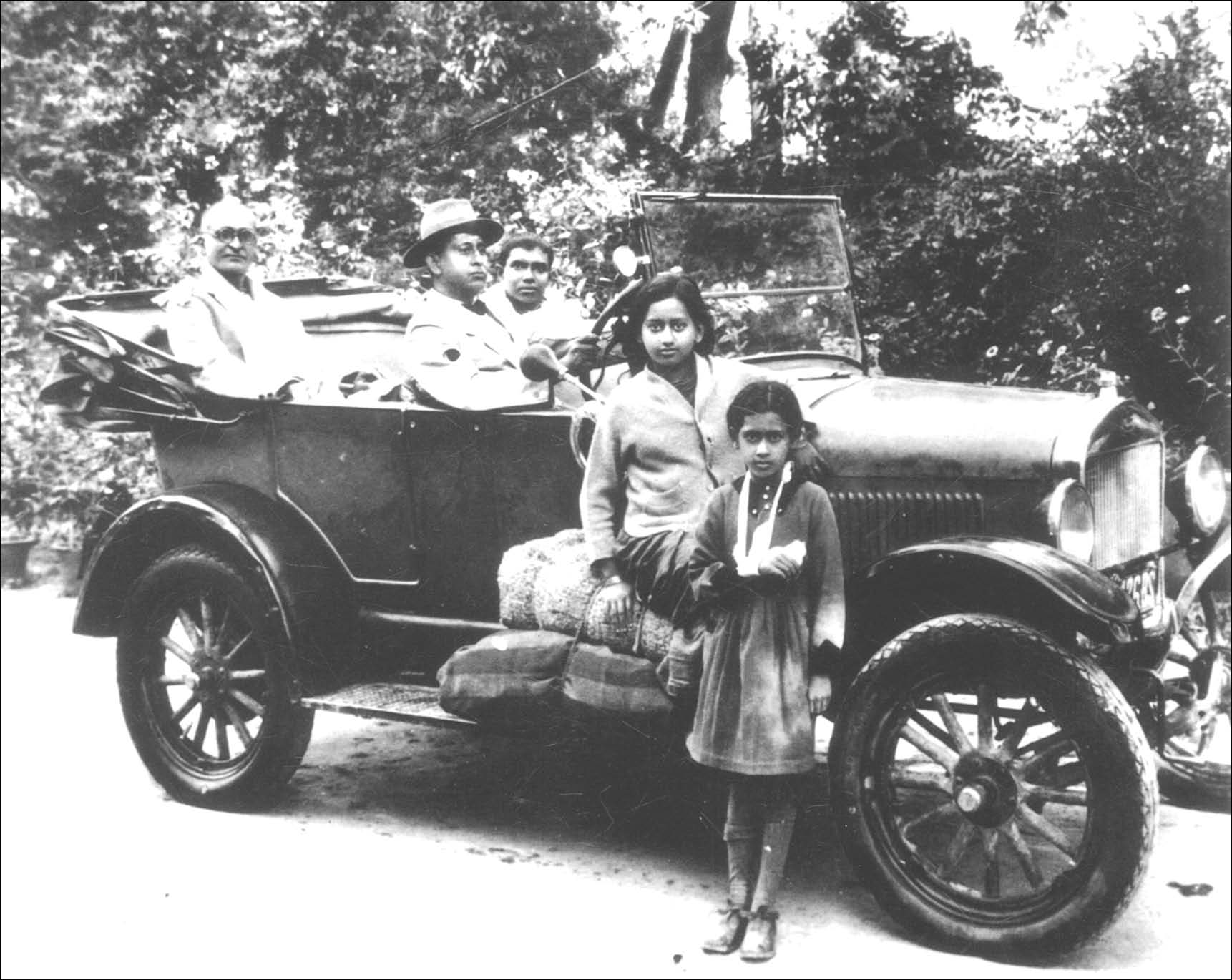
Бхактисиддханта в автомобиле, ок. 1930 года

Бхактисиддханта активно выступал против того, чтобы описанные в «Бхагавата-пуране» и ряде других священных текстов любовные отношения Радхи и Кришны рассматривались как эротические (именно эротическая трактовка любви божественной четы получила широкое распространение в индийской культуре). Бхактисиддханта утверждал, что священная любовь Радхи и Кришны подвергалась профанации из-за отсутствия у бенгальских вайшнавов философского понимания и авторитетного духовного руководства. Он резко критиковал и считал псевдовайшнавским популярное в Бенгалии движение вайшнавской сахаджии, приверженцы которого объявляли сексуальные практики путём к Кришна-бхакти. Бхактисиддханта полагал, что путь духовного роста проходил не через чувственное удовлетворение, а через добродетель, смирение и служение.
В то же самое время, Бхактисиддханта вовсе не был эскапистом. Вместо того, чтобы полностью уйти от любых контактов с материальным миром, он следовал принципу юкта-вайрагья — «отречению через вовлечение» (этот термин был введён в оборот Рупой Госвами, одним из ближайших сподвижников Чайтаньи). Юкта-вайрагья подразумевала использование любых материальных вещей в служении божеству при условии отказа от желания наслаждаться ими. Руководствуясь этим принципом, Бхактисиддханта не колеблясь использовал в миссионерской работе новейшие для того времени технические достижения в строительстве, коммуникациях, книгопечатании и транспорте, но в то же самое время бережно охранял богословское ядро своей теистической традиции. Этот герменевтический динамизм и дух адаптации, взятые на вооружение Бхактисиддхантой, стали ключевым элементом в обеспечении глобального роста Гаудия-матха.

### Проповедь в Европе (1933—1935)
Ещё в 1882 году на страницах журнала «Sajjana-toshani» Бхактивинода описал своё видение всеобщего духовного братства — видение, которое оказалось пророческим:
О когда же придёт тот день, когда в Англии, Франции, России, Пруссии и Америке все удачливые люди, взяв в руки кхолы [барабаны] и караталы [цимбалы], понесут имя Шри Чайтаньи Махапрабху в свои страны и поднимут волны санкиртаны [совместного воспевания имён Кришны]! О когда же придёт тот день, когда белолицые британцы будут говорить о славе Шри Шачинанданы [Чайтаньи] и [...] заключат в свои объятия преданных из других стран! Когда же придёт тот день, когда они скажут: «О арийские братья! Мы приняли прибежище в океане любви у стоп Чайтаньядевы, а теперь, обнимите нас!»
Бхактивинода самостоятельно предпринял первые практические усилия по реализации своего видения. В 1896 он опубликовал книгу «Srimad-Gaurangalila-Smaranamangala, or Chaitanya Mahaprabhu, His Life and Precepts» и отослал несколько экземпляров на Запад. В этом труде Бхактивинода описал Чайтанью как поборника «всеобщего братства и интеллектуальной свободы»:
Чайтанья проповедует равенство всех людей …всеобщее братство среди людей и особое братство среди вайшнавов, которые, согласно ему, являются лучшими пионерами духовного пробуждения. Он проповедует о том, что человеческой мысли никогда не следует позволять оказаться в оковах сектантских взглядов….Религия, проповедуемая Махапрабху, универсальна и не эксклюзивна. Как наиболее учёные, так и наиболее невежественные достойны принять её. . . . Принцип киртана, подобно всемирной церкви будущего, приглашает к наивысшей ступени духовного развития все классы людей, без дискриминации по признаку касты и клана.
Бхактивинода сделал своё послание более доступным для понимания западных людей, заимствовав и использовав в индуистском контексте такие популярные христианские понятия, как «всеобщее братство», «духовное развитие», «проповедь» и «церковь». Он разослал свою книгу Shri Chaitanya, His Life and Precepts в разные уголки Британской империи и в США: экземпляры книги оказались в библиотеках Университета Макгилла в Канаде, Чикагского университета в США, Сиднейского университета в Австралии и Королевского азиатского общества в Лондоне. Книга также попала в руки ряда известных востоковедов (в том числе санскритолога Монье-Вильямса) и заслужила положительные отзывы на станицах ведущего востоковедческого научного журнала Journal of the Royal Asiatic Society.
В 1920-е годы миссию Бхактивиноды продолжил осуществлять его сын и духовный наследник Бхактисиддханта Сарасвати. С этой целью в 1927 году он начал издавать журнал на английском языке и обратился к британским колониальным властям с просьбой о поддержке. Власти постепенно начали оказывать ему содействие. Свидетельством того, что Бхактисиддханта добился определённых результатов в этом направлении своей миссионерской деятельности, можно считать состоявшийся в январе 1935 года официальный визит губернатора Бенгалии Джона Андерсона в штаб-квартиру Гаудия-матха в Маяпуре.
20 июля 1933 года, после периода долгой и тщательной подготовки, Свами Бон в компании двоих духовных братьев прибыл в Лондон. Не прошло и года, как стали видны практические результаты их миссионерской работы в столице Британской империи: 24 апреля 1934 года государственный секретарь Британской Индии Лорд Зетланд провёл церемонию инаугурации лондонского филиала Гаудия-матха и был избран его президентом. Несколько месяцев спустя, Свами Бон открыл гаудия-вайшнавский центр в Берлине, сделав его базой для своей проповеднической деятельности в Европе. Свами Бон активно путешествовал, встречаясь с учёными и политиками, выступая с лекциями в университетах. В сентябре 1935 года, в сопровождении двух новообращённых немцев (Эрнста Георга Шульце и барона Х. Э. фон Кёта), он прибыл в Калькутту, где его ожидал торжественный приём в местном центре Гаудия-матха.

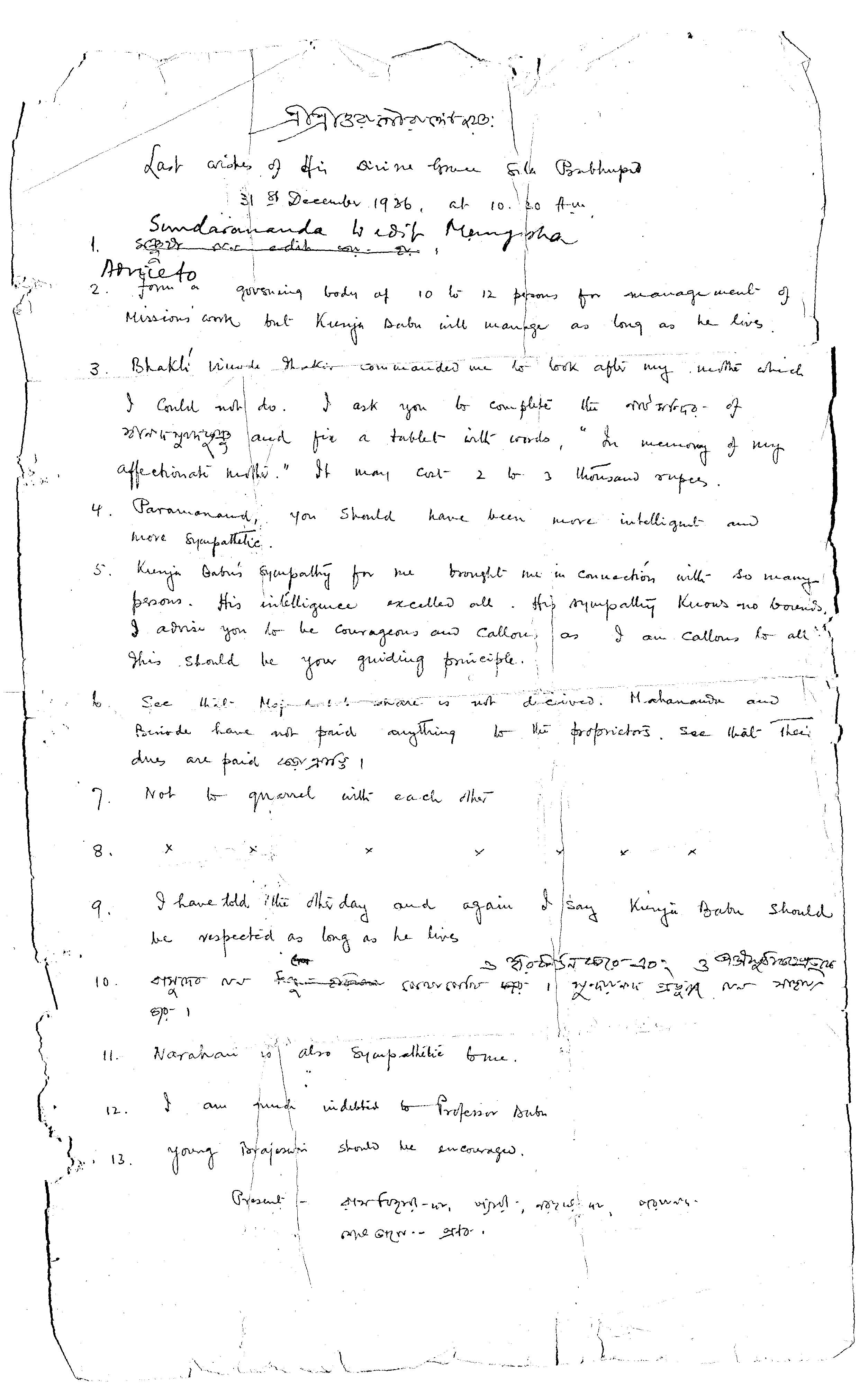
Завещание Бхактисиддханты, 1936 год.

Бхактисиддханта полагал, что если проповедовать гаудия-вайшнавское вероучение надлежащим образом, вайшнавские философия и практика будут говорить сами за себя, привлекая в ряды Гаудия-матха умных и здравомыслящих людей. Однако, несмотря на огромные усилия и значительные финансовые вложения в осуществление европейской миссии, ученикам Бхактисиддханты удалось найти лишь единицы европейцев, искренне заинтересованных в следовании гаудия-вайшнавизму. Считая эту миссию принципиально важной, Бхактисиддханта поставил тему проповеди на Западе в центр своего последнего публичного выступления, которое состоялось в 1936 году в Чампахати. Обращаясь к многотысячной толпе своих учеников и доброжелателей, Бхактисиддханта заявил о том, что проповедь учения Чайтаньи на Западе, несмотря на все социальные, культурные и финансовые издержки, была крайне важным делом, не терпевшим отлагательства. В ходе своего выступления Бхактисиддханта, в частности, предсказал, что в будущем «один из моих учеников пересечёт океан и приведёт за собой назад весь мир».

### Смерть
Глубокие социальные и политические потрясения 1930-х годов окончательно убедили Бхактисиддханту в том, что выход из трудной и опасной ситуации, в которой оказалось человечество в те годы, находился в области религии и духовности, а не только в развитии науки, экономики и политики, как полагали многие. Бхактисиддханта умер 1 января 1937 года на 63 году жизни. 3 декабря 1936 года, менее чем за месяц до своей смерти, он написал ответ на письмо своего ученика Абхая Чаранаравинды (в будущем получившего всемирную известность под именем Бхактиведанта Свами Прабхупада), который просил дать ему «определённое служение»:
Я совершенно уверен, что, владея английским, ты сможешь донести наши идеи до людей, которые не знают языков [бенгальского и хинди …] Это принесёт благо и тебе, и твоим слушателям. Я очень надеюсь, что ты сможешь успешно проповедовать на английском языке.

## Судьба Гаудия-матха после смерти Бхактисиддханты Сарасвати
Гаудия-матх явил себя как «самое влиятельное реформистское движение» колониальной Бенгалии конца XIX — начала XX века. По размаху миссионерской деятельности, движение Бхактисиддханты ничем не уступало Миссии Рамакришны и Свами Вивекананде. При этом, оно бросало вызов философии адвайта-веданты, которая в то время занимала доминирующее положение в среде индийского среднего класса и через призму которой индуизм понимался на Западе. Вместо того, чтобы назначить себе преемника, Бхактисиддханта наказал своим наиболее продвинутым ученикам сообща руководить миссией после своей смерти. Бхактисиддханта полагал, что в будущем достойные лидеры появятся естественным образом. Однако, ученики Бхактисиддханты оказались не в состоянии следовать наставлениям своего гуру. Буквально через несколько недель после смерти лидера в Гаудия-матхе разразился кризис, приведший к расколу организации. Сначала Гаудия-матх разделился на два отдельных матха, а позднее раздробился на несколько ещё более мелких групп, которые с переменным успехом продолжили миссионерскую работу.

## Международное общество сознания Кришны как успешный продолжатель миссии Гаудия-матха
Новую жизнь в миссию Бхактисиддханты вдохнул его ученик Бхактиведанта Свами Прабхупада. Исполняя волю своего гуру (перед смертью наказавшего ему проповедовать гаудия-вайшнавизм на английском языке), в 1965 году он отправился из Индии в США и в 1966 году основал в Нью-Йорке Международное общество сознания Кришны (ИСККОН). Созданное по образу и подобию Гаудия-матха Общество под умелым руководством Свами Прабхупады развернуло активную миссионерскую работу, в результате которой гаудия-вайшнавизм с его учением персоналистского бхакти впервые в истории успешно распространился по всему миру.

### Работы по астрономии
- Ārya-siddhānta by Āryabhaṭa (sixth century), co-edited by K. Dutt
- Bhauma-siddhānta, mathematical calculations compared to those of Western astronomy, co-edited by K. Dutt
- Jyotiṣa-tattvam by Raghunandana Bhaṭṭācārya
- Ravicandrasāyanaspaṣṭha, annotations by Bhaṭṭotpala (tenth century); mathematical calculations compared to those of Western astronomy
- Sūrya-siddhānta, Purva and Uttara sections; translation from Sanskrit to Bengali and annotations by Bhaktisiddhānta
- Bhata-dīpikā-ṭīkā by Paramadīśvara, co-edited by K. Dutt
- Camatkāra-cintāmaṇi by Paramadīśvara, co-edited by K. Dutt, translation by Kunjavihāri Jyotirbhuṣaṇa
- Dina-kaumudī by Paramadīśvara, co-edited by K. Dutt
- Laghu-jātaka, annotations by Bhaṭṭotpala (tenth century)
- Laghuparāśarīya or Udūdaya-pradīpā, annotations by Bhairava Datta, co-edited by K. Dutt
- Siddhānta-śiromaṇi, Golādhyāya (in Bṛhaspati) and Grahaganitādhyaya (in Jotirvida) with Vāsanā commentary (bhāṣya) by Bhāskarācārya (twelfth century); translation in Bengali and annotations by Bhaktisiddhānta

### Комментированные переводы
- Upadeśāmṛta, by Rūpa Gosvāmī, with translation and a commentary called Anuvṛtti, 1914
- Caitanya-caritāmṛta, by Kṛṣṇadāsa Kavirāja Gosvāmī, with a commentary called Anubhāsya, 1915
- Śrīmad-bhāgavatam, with commentary, 1923—1935
- Bhakti-sandarbha, by Jīva Gosvāmī, with Bengali translation and a commentary called Gaudīya-bhāṣya, only the initial portion, 1924—1933
- Prameya-ratnāvalī, by Baladeva Vidyābhūśaṇa, with a commentary called Gauḍīya-bhāṣya, 1924
- Śrī Caitanya-bhāgavata, by Vṛndāvana dāsa Ṭhākura, first edition, 1924, second edition with a commentary called Gauḍīya-bhāṣya, 1932
- Śrī Caitanya-candrāmṛta and Śrī Navadvīpa-śataka by Prabodhānanda Sarasvatī, with translation and a commentary called Gaudīya-bhāṣya, 1926
- Śrī Brahma-saṁhitā, chapter 5 with commentary by Jīva Gosvāmī; translation and paraphrase of that commentary in English by Bhaktisiddhānta, 1932
- Īśopaniṣad

### Неопубликованные труды
- The commentary (Anubhāsyam) on the Vedānta-sūtra by Madhva
- Sarasvatī-jayaśrī, a volume called Śrī-parva, recently recovered
- Diary 1904—1936, recently recovered

### Книги Бхактивиноды, опубликованные Бхактисиддхантой Сарасвати
- Amṛta-pravāha-bhāṣya (The Flow of Nectarine Commentaries), a commentary on the Caitanya-caritāmṛta
- Arcana-kaṇa (A Drop of Image Worship)
- Arcana-paddhati (The Ritual Manual for Image Worship)
- Bhagavad-gītā, with translation and commentary (Rasika-rañjana)
- Bhakti-ratnākara, published posthumously
- Bhajana-rahasya (The Secret of Bhajana)
- Gītā-mālā (A Garland of Songs)
- Gītāvalī (A Wave of Songs)
- Hari-nāma-cintāmaṇi (The Touchstone of the Names of Hari)
- Kalyāna-kalpataru (The Auspicious Wish-Fulfilling Tree)
- Jaiva Dharma (The Dharma of Jīvas)
- Life and Precepts of Shree Chaitanya Mahaprabhu
- Sanmodana-bhāṣya (Highly Delightful Commentaries) a commentary on the Śiksāstaka by Śri Caitanya
- Śaranāgati (The Path of Surrender) (Bengali, English, Tamil)
- Śrī Caitanya-śiksāmṛta (The Nectarian Teachings of Śri Caitanya) (Bengali, English, Telegu)
- Śrī Caitanyopaniṣad
- Śrī Navadvīpa-dhāma-māhātmya (The Sublimity of the Holy Place of Navadvīpa)
- Śrī Navadvīpa-dhāma-granthamāla (The Garland of Texts about the Holy Place of Navadvīpa)
- Tattva-muktāvalī (A Pearl Necklace of Truths)
- Tattva-sūtra (Sūtras about the Truth) (in Devanāgarī script)
- Tattva-viveka (Truth of Knowledge about Reality)
- The Bhāgavat: Its Philosophy and Theology

### Канонические вайшнавские тексты, опубликованные Бхактисиддхантой Сарасвати
- Gaura-kṛṣṇodaya (The Advent of Gaura Kṛṣṇa) by Govinda Dāsa, 1914
- Mani-mañjarī (The Budding Crest Jewel) by Madhva with translation, 1926
- Vedānta-tattva-sāra (The Essential Truths of the Vedanta) by Rāmānujācārya with translation, 1926
- Prema-bhakti-candrikā (The Moonlight of Pure Devotional Love) by Narottama Dāsa, 1927
- Sadācāra-smṛti (The Smrti Text of Proper Conduct) by Madhva with translation, 1927
- Hari-nāmāmṛta-vyākaraṇa (The Grammar of the Nectarine Names of Hari) by Jīva Gosvāmī, 1928
- Hari-bhakti-kalpa-latikā (The Wish-Fulfilling Creepers of Devotion to Hari) with translation (author unknown), second edition with Bengali translation, 1931
- Prema-vivarta (The Transformation of Pure Love) by Jagadānanda Paṇḍita
- Sat-kriyā-sāra-dīpikā (The Lamp and Essence of Proper Rituals) by Gopāla Bhaṭṭa Gosvāmī
- Saṁskāra-dīpikā (The Lamp of Purificatory Rituals)
- Śrī Caitanya-maṅgala by Locana Dāsa Ṭhākura

### Статьи, опубликованные вSajjana-toṣaṇī

#### 1897
- Sanskṛt-bhaktamāla, a review of the Sanskrit text Bhaktamāla

#### 1899
- Śrīman Nāthamuni (Nāthamuni)
- Yāmunācārya (Yāmunācārya)
- Śrī Rāmānujācārya (Rāmānuja)

#### 1915—1916
- Pūrva-bhāṣā (Introductory Words)
- Prānīra prati dayā (Compassion Toward Living Beings)
- Śrī Madhvamuni-carita (The Life and Works of Madhva Muni)
- Ṭhākurera smṛti-samiti (The Memorial Assembly for Bhaktivinoda Ṭhākura)
- Divyasūri vā Ālvāra (Divyasūri or Ālvāra, saint in Rāmānuja’s sampradāya)
- Jayatīrtha (Jayatīrtha)
- Godādevī (Godādevī)
- Pāñcarātrika adhikāra (Qualification According to the Pāñcarātrika System)
- Prāpti svīkāra (Letter of Acknowledgment of Receipt)
- Vaiṣṇava smṛti (The Smṛti Texts of the Vaishnavas)
- Śrī patrikāra kathā (The Message of the Magazine)
- Bhaktāṅghri-renu (The Dust of the Feet of Bhaktas)
- Kulaśekhara (Kulaśekhara)
- Sāmayik prasaṅga (Concerning Current Events)
- Śrī Gaurāṅga, philosophical topics concerning Sri Gaurāṅga (Caitanya)
- Abhakti-mārga (The Path of Nonbhakti)
- Viṣṇu citta (Vishnu Citta)
- Pratikūla matavāda (Unfavorable Philosophies)
- Mahātmā Śrīla Kṛṣṇadāsa (The Great Soul Kṛṣṇadāsa Kavirāja)
- Toṣaṇīra kathā (The Message of Sajjana-toṣaṇī)
- Śrī guru svarūpa (The Real Identity of the Guru)
- Prabodhānanda
- Śrī bhakti-mārga (The Path of Bhakti)
- Samālocanā (Critical Review)
- Toṣaṇī-prasaṅga (Regarding the Sajjana-toṣaṇī)
- Artha o anartha (Wealth and Worthlessness)
- Baddha, tatasthā o mukta (The Bound, the Marginal, and the Liberated)
- Gohite pūrvādeśa (Previous Instructions about the Welfare of the Cows)
- Prākrta o aprākrta (Material and Nonmaterial)
- Antardvīpa (an article about the island of Antardvīpa in Nabadwip)
- Prakata-pūrnimā (The Full-Moon Night of Appearance)
- Caitanyābda (The Era Beginning with Caitanya)
- Upakurvāna (Time-Limited Celibacy)
- Varṣa-śesaVarṣa-śesa (The End of the Year)

#### 1916—1917
- Nava-varṣa (New Year)
- Āsaner kathā (The Message of the Āsana)
- Ācārya-santāna (Descendants of the Ācāryas)
- Videśe gaura-kathā (The Message of Gaura Abroad)
- Samālocanā (Critical Review)
- Āmāra prabhura kathā (Topics about My Master), about Gaura Kiśora dāsa Bābājī
- Vaiṣṇavera viśaya (The Material Possessions of a Vaishnava)
- Guru-svarūpe punah praśna (Another Question about the True Identity of a Guru)
- Vaiṣṇava-vaṁśa (The Lineage of the Vaishnavas)
- Viraha-mahotsava (The Great Festival of Separation)
- Śrī patrikāra ukti (Statements of the Magazine)
- Prākṛta-rasa-śata-dūṣanī (The Hundred Flaws of Materialistic Rasa)
- Duiti ullekha (Two Mentioned Things)
- Gānera adhikārī ke? (Who Is Qualified to Sing?)
- Sadācāra (Proper Conduct)
- Amāyā (Nonillusion)
- Prārthanā-rasa-vivṛti (Explanation of the Rasa of Prayers)
- Pratibandhaka (Obstacles)
- Bhāi sahajiyā (My Brother Sahajiyā)
- Varṣa-śeṣa (Year’s End)

#### 1917—1918
- Nava-varṣa (New Year)
- Samālocanā (Critical Review)
- Sajjana-krpālu (A Devotee Is Merciful)
- Śakti-pariṇata jagat (The World as a Transformation of Potency)
- Sajjana-akṛta-droha (A Devotee is Without Enemies)
- Sajjana-satya-sāra (A Devotee is thoroughly Truthful)
- Prākrt a śūdra vaisn a va nahe (A Materialistic Śūdra is not a Vaishnava)
- Nāgarī-māṅgalya (Auspiciousness for a Coquette)
- Sajjana-sama (A Devotee is Equipoised)
- Sajjana-nirdośa (A Devotee is Faultless)
- Sajjana-vadānya (A Devotee is Munificent)
- Bhādatiyā bhakta nahe (A Hired Person Cannot Be a Devotee)
- Sajjana-mṛdu (A Devotee Is Gentle)
- Sajjana-akiñcana (A Devotee is without Possessions)
- Sajjana-śuci (A Devotee is Clean)
- Vaisnava darśana (Vaishnava Philosophy)
- Varsa-śeṣa (Year’s End)

#### 1918—1919
- Nava-varṣa (New Year)
- Sajjana-sarvopakāraka (A Devotee Is Beneficial to All)
- Sajjana-śānta (A Devotee Is Peaceful)
- Gaura ki vastu? (What Is Gaura?)
- Sajjana-kṛṣṇaika-śaraṇa (A Devotee Is Exclusively Surrendered to Krishna)
- Sajjana-akāma (A Devotee Is Free Passion)
- Sajjana-nirīha (A Devotee Is Harmless)
- Sajjana-sthira (A Devotee Is Determined)
- Sajjana-vijita-sad-guṇa (A Devotee Conquers the Six Bondages)
- Śrī-mūrti o māyāvāda (The Image and the Doctrine of Māyāvāda)
- Śrī Viśva-Vaiṣṇava-rāja-sabhā (The Royal World Vaishnava Association)
- Sajjana-mita-bhuk (A Devotee Accepts Sense Objects in Moderation)
- Bhaktisiddhānta (The Philosophical Conclusion of Bhakti)
- Sajjana-apramatta (A Devotee Is Sane)

#### 1919—1920
- Varṣodghāta (Ushering in the New Year)
- Sajjana-mānada (A Devotee Honors Others)
- Sajjana-amānī (A Devotee Undesirous of Respect)
- Sajjana-gambhīra (A Devotee Is Solemn)
- Sajjana-karuṇa (A Devotee Is Compassionate)
- Sajjana-maitra (A Devotee Is Friendly)
- Kāla-saṁjñāya nāma (The Sacred Names according to the Divisions of Time)
- Śaukra o vṛttagata varṇa-bheda (Social Divisions according to One’s Own Nature and Birth)
- Karmīra kanakādi (Gold and Other Assets of a Materialistic Worker)
- Guru-dāsa (The Servant of the Guru)
- Dīksita (The Initiated)

#### 1920—1921
- Hāyanodghāta (Ushering in the New Year)
- Aikāntika o vyabhicāra (Single-Mindedness and Deviation)
- Nirjane anartha (Obstacles in Solitary Worship) (the poem Duṣṭa mana! tumi kiser vaiṣṇava?)
- Sajjana-kavi (A Devotee Is Wise)
- Cāturmāsya (The Four Months)
- Pañcopāsanā (The System of Worshiping Five Images)
- Vaiṣṇavera smṛti (The Smṛti Texts of the Vaishnavas)
- Saṁskāra-sandarbha (A Treatise on Ritual Purification)
- Sajjana-dakṣa (A Devotee Is Skilled)
- Vaiṣṇava-maryādā (Appreciating Vaishnavas)
- Sajjana-maunī (A Devotee Is Silent)
- Yogapīṭhe śrī-mūrti-sevā (Serving the Image at Yogapīṭha)
- Aprākrta (Nonmaterial)

#### 1921—1922
- Nava-varṣa (New Year)
- Saviśeṣa o nirviśeṣa (With and Without Particularity)
- Meki o āsal (False and Real)
- Smārta Raghunandana
- Hari-nāma mahā-mantra (The Great Chant of the Names of Hari)
- Mantropāsanā (Worship by Mantra)
- Nisiddhācāra (Forbidden Conduct)
- Śiksāṣṭakera-laghu-vivaraṇa (A Short Description of the Eight Instructions [by Caitanya])

### Статьи, опубликованные вGauḍīya

#### 1922—1923
- Śrī-kṛṣṇa-janma (The Birth of Shri Krishna)
- Madhura lipi (Sweet Writing)
- Loka-vicāra (Public Opinion)
- Paramārtha (The Highest Aim)
- Purāṇa-saṁvāda (The Message of the Purāṇas)
- Nīti-bheda (Ethical Differences)
- Ruci-bheda (Differences in Pleasure)
- Śrī Jīva Gosvāmī (Jīva Goswami)
- Gauḍīye prīti (Affection for the Gauḍīya)
- Durgā-pūjā (Worship of Durgā)
- Śarādīyā avāhana (Welcoming the Autumn)
- Je dike bātās (Whichever Direction the Wind Blows)
- Marūte secana (Planting a Seed in the Desert)
- Smārtera kāṇḍa (The Vedic Literary Sections of the Smārtas)
- Vicāra-ādālata (Court of Judgment)
- Sevāpara nāma (A Positive Service Attitude to the Sacred Name)
- Tridaṇḍi bhikṣu gīti (The Song of a Monk Holding the Triple Staff)
- Śrī Madhva-janma-tithi (The Birthday of Shri Madhva)
- Varṇāśrama (Varṇa and Ashrama)
- Aprakata-tithi (Disappearance Day)
- Vraje vānara (Monkeys in Vraja)
- Cyuta-gotra (A Deviated Lineage)
- Nṛ-mātrādhikāra (The Fundamental Right of Every Human Being)
- Bhṛtaka-śrotā (A Hired Audience)
- Vaiṣṇavao abhṛtaka (A Vaishnava Is Never Hired)
- Dīkṣā-vidhāna (The Rules of Initiation)
- Āsurika pravṛtti (Demonic Propensities)
- Śrī Baladeva Vidyābhūṣaṇa, a brief biography of Baladeva Vidyānbhūṣaṇa
- Sadācāra-smṛti (The Smrti Text for Proper Conduct), a discussion of Sadācāra-smṛti by Madhva Pañcarātra
- Nigama o āgama (The Vedas and Related Sacred Texts)
- Śrī Viśvanātha Cakravartī (Viśvanātha Cakravartī)
- Vaiṣṇava darśana (Vaishnava Philosophy)
- Varṇāntara (Changing Varṇa)
- Paricaye praśna (A Question about Identity)
- Asatye ādara (Fondness for Untruth)
- Ayogya santāna (Unworthy Son)
- Aśūdra dīkṣā (Initiation for Non-śūdras)
- Pūjādhikāra (The Qualification to Perform Pūjā)
- Anātma-jñāna (Knowledge of the Nonself)
- Nija-paricaya (One’s Own Identity)
- Vaṁśa-praṇālī (The System of Hereditary Lineages)
- Gaura-bhajana (Worship of Gaura)
- Dhānyā o śyāmā (Grains and Weeds)
- Tṛtīya janma (Third Birth)
- Avaidha sādhana (Illegitimate Practice)
- Baija-brāhmaṇa (Hereditary Brāhmaṇa)
- Pracāre bhrānti (Mistakes in Preaching)
- Bhāgavata-śravaṇa (Hearing the Bhāgavata)
- Maṭha ki? (What Is a Math?)
- Āche adhikāra (There Is Qualification)
- Śrīdhara Svāmī (Śrīdhara Svāmī)
- Vyavahāra (Conduct)
- Kamīnā (Scoundrel)
- Śakti-sañcāra (Saving Potency)
- Varṣa-parīkṣā (Yearly Examination)
- Eka jāti (One Jāti)
- Ihaloka paraloka (This World and the World Beyond)

#### 1923—1924
- Varṣa-praveśa (Entering the New Year)
- Brāhmaṇya-deva (The God of the Brāhmaṇas)
- Guru-bruva (Imitation Gurus)
- Kīrtane vijñāna (Realized Knowledge in Kīrtana)
- Āvirbhāva-tithi (Appearance Day)
- Maṭhera utsava (Festivals of the Maṭh)
- Gosvāmī-pāda (The Respected Goswami)
- Kṛṣṇe bhoga-buddhi (The Psychology of Enjoying Krishna)
- Dīksita (The Initiated)
- Gauḍīya bhajana-pranālī (The Process of Gauḍīya Worship)
- Śrī-vigraha (The Image)
- Jābāla-kathā (The Story of Jābāla)
- Smārta o vaiṣṇava (Smārtas and Vaishnavas)
- Sāmājika ahita (What Is Unbeneficial for Society)
- Prākrta bhoktā ke? (Who Is the Real Enjoyer?)
- Gaudīyera veśa (The Dress of the Gaudīyas)
- Pratisambhāṣaṇa (Speech in Response)
- Sūtra-vidveṣa (Enmity Expressed Tersely)

#### 1924—1925
- Gauḍīya hāspātāla (Gauḍiya Hospital)
- Bhāgavata-vivṛti (Explanation of Śrīmad-Bhāgavatam)
- Śrī Kulaśekhara (Kulaśekhara)
- Meyeli hinduwānī (Effeminate Hinduism)

#### 1925—1926
- Madhura lipi (A Sweet Letter)
- Aśrauta-darśana (Non-Vedic Philosophy)
- Vedānta-tattva-sārer upodghāta (Introduction to the Vedānta-tattva-sāra)

#### 1926—1927
- Darśane bhrānti (Error in Philosophy)
- Vaiṣṇava-śrāddha (Vaishnava Funeral Rites)
- Ālocakera ālocanā (A Critique of Critics)
- Nyākābokāra svarūpa (The Real Nature of a Contemptible Fool)

#### 1927—1928
- Māna-dāna o hāni (Offering Respect and Losing It)
- Gauḍapura (The City of Gauḍa)
- Āsala o nakala (Real and Fake)
- Ahaituka dhāma-sevaka (An Unmotivated Servant of the Holy Places)
- Sarva-pradhāna vivecanāra viśaya (The Most Important Thing to Consider)
- Bhāi kutārkika (Brother Quibbler)
- Kṛṣṇa-bhakta nirbodha nahen (A Bhakta of Krishna Is Not a Fool)
- Prācīna Kuliyāy sahara Navadvīpa (The Town of Nabadwip Is Old Kuliya)
- Kapatatā daridratāra mūla (The Cause of Poverty Is Cheating)
- Ekaścandra (One Moon)
- Puṇyāraṇya (A Sacred Forest)
- Godāy galad (An Error in the Fundamentals)
- Nīlācale Śrīmat Saccidānanda Bhaktivinoda (Bhaktivinoda in Jagannath Puri)

#### 1928—1929
- Virakta jaghanya nahe (A Renunciant Is Not Contemptible)
- Āmi ei nai, āmi sei (I Am Not This, I Am That)
- Vyavasādārera kapaṭatā (The Merchants’ Cheating)
- Haṁsajātira itihāsa (The History of the Descendens of the Swanlike)
- Mantra-saṁskāra (The Purification of Mantra)
- Bhoga o bhakti (Enjoyment and Bhakti)
- Sunīti o durnīti (Good and Evil Policies)
- Kṛṣṇa-tattva (The Truth about Krishna)
- Śrīdhāma-vicāra (Examining a Sacred Pilgrimage)
- Ekāyana-śruti o tad-vidhāna (The Ekāyana-Śruti and Its Regulations)
- Pratīcye kārṣṇa sampradāya (The Lineage of Krishna in the West)
- Pañcarātra (Pañcarātra)
- Nīlācale Śrīmad Bhaktivinoda (Bhaktivinoda in Jagannath Puri)
- Tīrtha Pāndarapura (The Holy Site of Pandarpur)
- Māṇikya bhāskara (The Effulgent Manikyas), a praise of the Maharaja of Tripura
- Vaiṣṇava-smṛti (Scriptures Giving Rules of Vaishnava Behavior)
- Mahānta guru-tattva (The Truth about a Great Guru)
- Boṣṭam pārlāmeṇṭ (Vaishnava Parliament)
- Alaukika bhakta-caritra (The Unworldly Life and Deeds of a Bhakta)
- Sumedhā-tithi (The Day Intelligent People Celebrate), about the anniversary of Bhaktivinoda

#### 1929—1930
- Śrīdhāma Māyāpura kothāya? (Where Is the Sacred Site of Mayapur?)
- Gaudācale Śrī Bhaktivinoda (Bhaktivinoda in Bengal)
- Sātvata o asātvata (Devotees and Nondevotees)
- Bhārata o paramārtha (India and the Highest Aim)
- Paramārthera svarūpa (The Real Nature of Highest Aim)
- Prācīna Kuliyāya dvārabhet (Entrance Fees in Old Kuliyā [Nabadwip])
- Śikṣaka o śikṣita (The Teacher and the One Being Taught)
- Viṣayīra Kṛṣṇa-prema (The Materialists’s Love for Krishna)
- Āśramera veśa (Appropriate Dress for the Ashram)

#### 1930—1931
- Śrī-bhakti-mārga (The Path of Bhakti)
- Bhava-rogīra hāsapātāla (A Hospital for the Materially Diseased)
- Jagabhandhura Kṛṣṇānuśīlana (The Practice of Krishna-Bhakti of Jagabandhu)

#### 1931—1932
- Gauḍīya mahimā (The Excellence of the Gaudīya)
- Sat-śikṣārthir vivecya (What a Student of the Truth Ought to Analyze)
- Nimba-bhāskara (Nimbarka)
- Ajña o vijñera narma-kathā (Playful Talks between an Ignorant and a Wise Man)
- Vaiṣṇava-vaṁśa (The Vaishnava Clan)
- Kanphucor vicāra (The Deliberations of Confucius)

#### 1932—1933
- Ekādaśa prārambhikā (Beginning the Eleventh Year)
- Vaiṣṇave jāti-buddhi (Considering a Vaishnava to Belong to a Particular Jāti)
- Mādhukara bhaikṣya (What Should Be Begged from Door to Door)
- Duṣṭi-vaiklavya (Distress from Corruption)
- Āmāra kathā (My Message)
- Sat-śikṣā pradarśanī (The Exhibition of Religious Education)
- Kṛṣṇa bhakti-i śoka-kāma-jādyāpahā (Devotion to Krishna is the Exclusive Way to Transcend Lamentation and Desire)
- Kṛṣṇe matirastu (May Your Resolution Be Toward Krishna)

#### 1933—1934
- Kṛpāśīrvāda (Merciful Blessings)

#### 1934—1935
- Sva-para-maṅgala (Auspiciousness for Oneself and Others)
- Vaikuṇṭha o guṇa-jāta jagat (Vaikuṇṭha and the World Born of Three Guṇas)
- Bhogavāda o bhakti (The Philosophy of Hedonism and Bhakti)

#### 1935—1936
- Nava-varṣa (New Year)
- ‘Bada āmi’ o ‘Bhālo āmi’ (I’m Great and I’m Good)
- Tadvana (That Forest)
- Vāstava-vastu (The Real Essence)

#### 1936—1937
- Hāyanodghāta (Ushering in the New Year)